# Dante’s Inferno (Computerspiel)

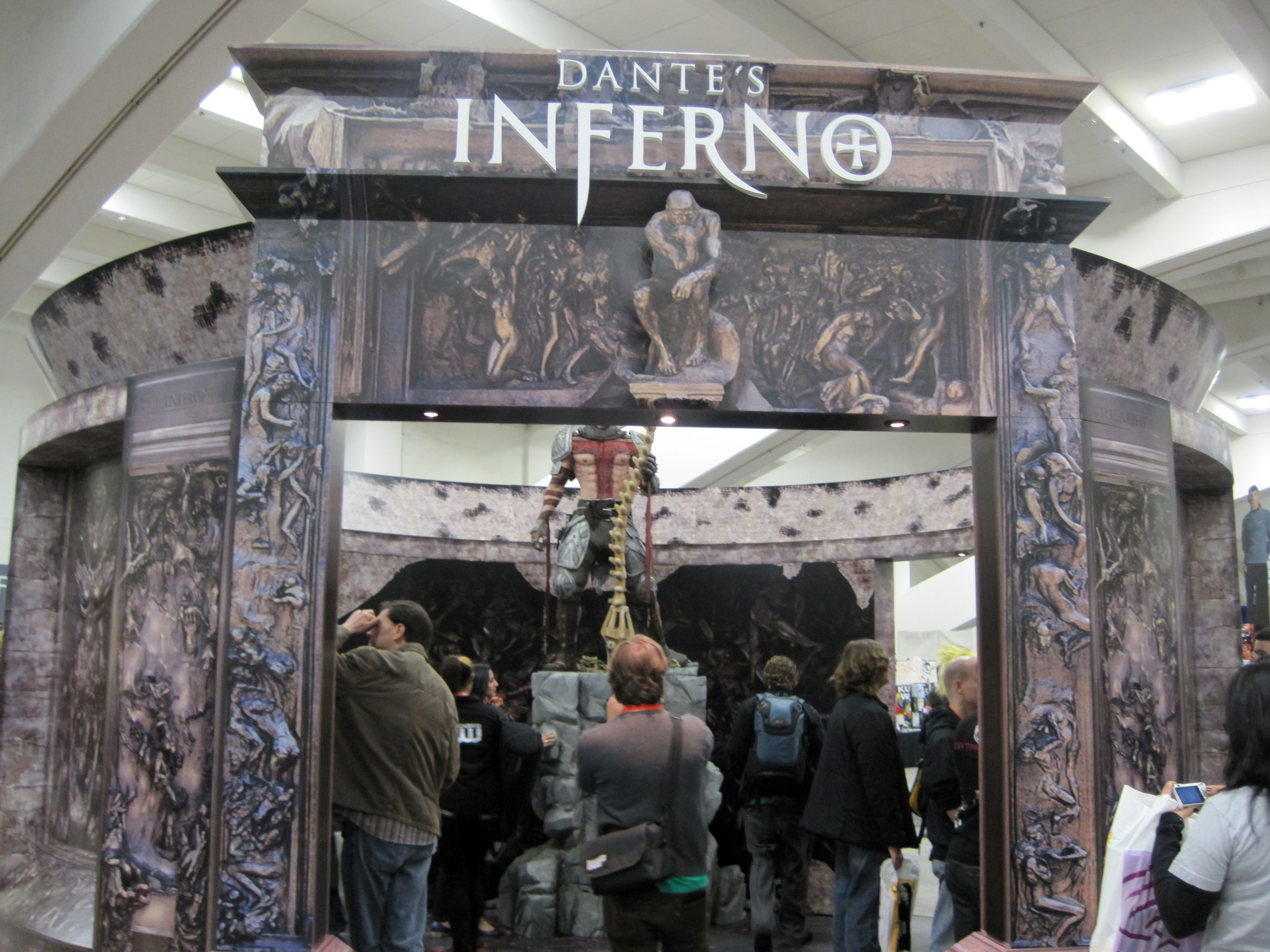
Dante’s-Inferno-Demostand auf der WonderCon 2010

Dante’s Inferno ist ein Computerspiel, das von Visceral Games (ehemals EA Redwood Shores) entwickelt und 2010 von Electronic Arts veröffentlicht wurde. Bei der PSP-Umsetzung arbeitete Visceral Games mit Artificial Mind and Movement zusammen.
In dem Actionspiel übernimmt der Spieler die Kontrolle über den Kreuzritter Dante, den er aus der Third-Person-Perspektive bei seinem Abstieg in die neun Kreise der Hölle begleitet. Das Spiel basiert auf dem ersten Buch von Dante Alighieris Göttlicher Komödie, dem Inferno. Die Story des Spiels wurde von Will Rokos geschrieben, welcher auch schon für den Film Monster’s Ball tätig war. Benutzt wurde eine unbetitelte, eigenkreierte Engine aus dem Haus Electronic Arts, mit der bereits die Spiele James Bond 007: Liebesgrüße aus Moskau, Der Pate und Dead Space entwickelt wurden.

## Handlung
Dante, ein Veteran der Kreuzzüge, hat sich während seiner Zeit im Heiligen Land diverser Kriegsverbrechen schuldig gemacht. Nachdem er zuletzt während einer Schlacht in Acre einige persische Gefangene tötete, die er eigentlich hätte bewachen sollen, wurde er selbst von hinten erstochen. Als Dante stirbt, erscheint der Tod selbst, um Dantes Seele zu holen und ihn für seine Sünden in der Hölle büßen zu lassen. Dante jedoch, durch falsche Versprechungen von Erlösung und Vergebung des Bischofs von der Richtigkeit seiner Taten überzeugt, verweigert sich seinem Schicksal und stellt sich dem Tod zum Kampf. Dante kann diesem schließlich seine riesige Sense entreißen und ihn so besiegen.
Zurück aus dem Totenreich kehrt er den Kreuzzügen den Rücken und näht sich als Sühne für seine Taten selbst ein Kreuz aus Stoff auf seine Brust, auf dem seine Sünden bildlich dargestellt sind. Er kehrt nach Florenz zu seiner Geliebten Beatrice zurück, findet dort jedoch sie und seinen Vater Alighiero ermordet vor.
Als Beatrices Seele ihrem Körper entsteigt um gen Himmel zu fahren, erscheint Luzifer, der Herrscher der Hölle, und reißt sie mit sich in die Dunkelheit. Er plant, sich mit ihrer Seele zu vermählen, um aus der Hölle freizukommen und Gott von seinem Thron zu stoßen. In einer nahegelegenen Kirche segnet Dante Beatrices Kreuz, welches sie ihm bei seinem Aufbruch ins Heilige Land übergab, muss jedoch mit ansehen, wie Luzifer Beatrice mit sich in die Hölle entführt. Mit Hilfe des Kreuzes kann er durch einen sich auftuenden Krater die Tore zur Hölle öffnen und begibt sich hinab in den Schlund, um Beatrice zu retten.
Ausgestattet mit der Sense des Todes und Beatrices Kreuz durchquert Dante nacheinander die neun Kreise der Hölle und muss sich dort vielen verschiedenen Gegnern und Prüfungen stellen, die alle den entsprechenden Höllenkreis repräsentieren, in dem sie anzutreffen sind. Unter anderem stehen ihm der Fährmann Charon, der Hades-Richter König Minos, die ägyptische Königin Kleopatra, sein eigener Vater und Beatrices Bruder Francesco gegenüber, der an Dantes statt für das Massaker an den Gefangenen in Acre gehängt wurde. Geführt wird Dante auf seiner Reise vom römischen Dichter Vergil, der Dante mit Erklärungen und Ratschlägen zur Seite steht. Unterwegs trifft er außerdem auf die verdammten Seelen berühmter, teils berüchtigter Männer und Frauen der Geschichte, wie z. B. Pontius Pilatus, der babylonischen Königin Semiramis oder den Hunnenkönig Attila, denen Dante entweder mit seinem Kreuz die Absolution erteilen oder mit seiner Sense endgültig zur ewigen Verdammnis verurteilen kann.
Im Verlauf der Geschichte zeigt sich außerdem, dass Beatrice einen Pakt mit Lucifer eingegangen ist, nachdem dieser ihr eröffnet hatte, dass Dante sie während des Krieges mit einer anderen Frau betrogen hatte. Jene Frau wollte damit ihre und ihres Bruders Freiheit erkaufen. Es stellt sich jedoch heraus, dass der Bruder in Wirklichkeit der Ehemann der Frau war und aus Rache Beatrice und Alighiero getötet hat. Dante kann Beatrice schließlich jedoch erlösen, nachdem er sich selbst bereit erklärte, das ultimative Opfer zu bringen und ihren Platz in der Hölle einzunehmen.
Am Ende seiner Reise muss Dante sich seinen eigenen Sünden, seiner Vergangenheit und den Kriegsverbrechen, die er begangen hat, stellen und tritt Luzifer im entscheidenden Duell gegenüber. Nachdem er den Kampf gewinnen und Luzifer auf der Sense des Todes aufspießen konnte, eröffnet ihm dieser, dass Dante bei dem Messerangriff zu Beginn tatsächlich starb und nur so überhaupt in die Hölle hinabsteigen konnte. Außerdem wurde einst von Gott persönlich verboten, dass eine verdammte Seele die Hölle je wieder verlassen darf. Dante aber kann sich mit Hilfe der vielen Seelen, die er im Verlauf seiner Reise gesammelt hat, selbst erlösen und Luzifer wieder in seinem Höllengefängnis einsperren. Zum Schluss darf Dante, der mit seinem Sieg die Übernahme des Himmels durch Luzifer verhinderte, durch das Fegefeuer schließlich Erlösung erlangen und mit seiner Geliebten Beatrice gen Himmel entschwinden.

## Gameplay
Dantes bevorzugte Waffe ist eine Sense, die er dem Tod selbst entriss (wie in der Eröffnungsszene des Spiels gezeigt wird). Allerdings kann er auch auf magische Unterstützung zurückgreifen. So trägt er ein geheiligtes Kreuz bei sich, das ihm von Beatrice vor ihrem Tode überreicht wurde, mit dessen Hilfe er Lichtstrahlen entsenden kann, die alles Böse in ihrer Reichweite verletzen und besiegen können. Dante ist auch in der Lage, größere Bestien zu zähmen und mit deren Hilfe Gegner aufzuspießen, zu verbrennen oder sich andere Eigenschaften des jeweiligen Dämons zu Nutze zu machen.
Als Besonderheit kann Dante während seiner Reise verschiedenen Seelen die Absolution erteilen, oder sie in die ewige Verdammnis entsenden, und so Punkte sammeln, die entweder seiner Rechtschaffenheit oder seiner Boshaftigkeit zugeteilt werden – je mehr Punkte in die Rechtschaffenheit hineinfließen, desto stärker werden die Angriffe mit seinem geheiligten Kreuz. Werden mehr Punkte auf die boshafte Seite gesetzt, so werden die Angriffe mit Dantes Sense verstärkt. Außerdem können eine Vielzahl an zusätzlichen Kombos und magischen Angriffen freigeschaltet sowie Dantes Gesundheit und Mana verbessert werden.
Im Laufe des Spiels findet der Spieler zudem verschiedene Artefakte, deren unterschiedliche Eigenschaften Dantes Fähigkeiten steigern bzw. ihm sogar neue Fähigkeiten gewähren können. Des Weiteren sind im Spiel drei sog. „Beatrice-Steine“ zu finden, die in das Kreuz eingesetzt werden, um verdammte Seelen automatisch und ohne das vorhergehende Minispiel zu erlösen. Zusätzlich sind im Spiel die 30 Silbermünzen, die Judas einst für den Verrat an Jesus bezahlt wurden, versteckt. Sie haben jedoch keinerlei Auswirkung auf das Spiel und sind lediglich kosmetischer Natur, das Sammeln aller 30 Münzen wird allerdings mit einem Xbox-Live-Erfolg, bzw. einer PSN-Trophy belohnt.
Zu dem Spiel ist am 23. Dezember 2009 eine Demo-Version auf dem deutschen Xbox-Live-Marktplatz sowie dem PS-Network zum Download erschienen.

## Zusätzliche Inhalte
Kurz nach Release des Spieles wurde die Erweiterung „Dunkler Wald“ veröffentlicht. In diesem Inhalt, der an die Eröffnungsszene des Spiels anknüpft und somit als Prolog des eigentlichen Hauptspiels zu verstehen ist, kämpft sich Dante durch den dunklen Wald gegen neue Monster und mit neuen Rätseln.
Als zweite Erweiterung wurde der Inhalt „Die Prüfungen der Heiligen Lucia“ veröffentlicht, mit welchem dem Spiel ein Zwei-Spieler-Modus hinzugefügt wurde, in dem ein Spieler Dante, der andere Lucia übernimmt. Zusammen müssen beide vorgefertigte Räume und Herausforderungen überstehen.
Mit diesen Erweiterungen wurden zudem mehrere alternative Kostüme für Dante im Hauptspiel veröffentlicht, die an den Beatrice-Statuen, an welchen auch das Spiel gespeichert wird, gewechselt werden können. Außerdem wurden verschiedene „Seelenpacks“ veröffentlicht, die dem Spieler direkt zu Beginn eine gewisse Anzahl an Seelen zur Verbesserung seiner Fähigkeiten zur Verfügung stellen. Jedes Seelenpack kann allerdings nur einmal heruntergeladen werden.

## Kritiken
- „Guter God-of-War-Klon, der auf der Zielgerade Schwächen zeigt.“ – (84 %) Games Aktuell 03/2010
- „Die abartige Schönheit des Spiels lässt uns über ideenloses Gameplay hinwegsehen – nicht aber darüber, dass wir es oft geschmacklos finden.“ – (ohne Endnote) GEE 02/2010
- „Die Pop-Art Variante der ‚Göttlichen Komödie‘ punktet mit einer albtraumhaften Umgebungsoptik, die sehr gut zu den abgefahrenen, teilweise genial gezeichneten Gegnern passt. Allerdings ist der gezeigte Grad an Gewalt, Tod und Vernichtung nur etwas für Erwachsene – und sicher nicht jedermanns Geschmack.“ 2 (Schulnote 1,86) Computerbild Spiele 03/2010
- „Auch, wenn Setting sowie Story passen und Visceral sich in Sachen Gameplay viele tolle Sachen von Sonys God of War ausgeliehen hat, kann Dante’s Inferno das PS2- und bald auch vermutlich PS3-Vorzeigespiel nicht so locker in die Tasche stecken. …“ – (85 %) Consol Plus 02/2010

## Film
Ein Animationsfilm mit dem Titel Dante’s Inferno: Ein animiertes Epos erschien im Mai 2010. Regie führte Mike Disa. Der Film wurde, ähnlich wie Animatrix und Batman: Gotham Knight von mehreren Zeichenstudios (etwa Manglobe oder Dongwoo Animation) produziert. Kritiker lobten die hohe Qualität der Zeichnungen und kritisierten den Grad der Gewalt.